# Tadeusz Prusiński
Tadeusz Prusiński (ur. 1954 w Morągu) – polski dziennikarz, publicysta.

## Życiorys
Absolwent filologii polskiej w Wyższej Szkole Pedagogicznej w Olsztynie oraz dziennikarstwa na Uniwersytecie Warszawskim. Pracował w redakcjach olsztyńskich na stanowiskach od stażysty po sekretarza redakcji i ogólnopolskich dzienników „Sztandar Młodych” oraz „Puls Biznesu” jako współpracownik z Warmii i Mazur. Jeden z założycieli i sekretarz redakcji reaktywowanego w 2000 roku po dziesięciu latach miesięcznika społeczno-kulturalnego „Warmia i Mazury” oraz współzałożyciel miesięcznika olsztyńskiego oddziału Stowarzyszenia Dziennikarzy Polskich „Bez Wierszówki” i jego pierwszy redaktor naczelny. W latach 1998–1999 dyrektor Fundacji Sztuki „Pantomima Olsztyńska”. Był również wykładowcą w uczelniach niepublicznych Olsztyna. Doświadczenie zawodowe poszerzał w samorządzie wojewódzkim i miejskim.
Autor m.in. antologii reportażu o Warmii i Mazurach „A dąb rośnie” (2002) i książek: „Jest teatr w Olsztynie” (2005) i „Milczący komedianci. Rzecz o Bohdanie Głuszczaku i Pantomimie Olsztyńskiej” (2015).
„Jest teatr w Olsztynie” to monograficzna historia olsztyńskiego Teatru im. Stefana Jaracza, od XIX-wiecznych początków życia teatralnego w dawnych Prusach Wschodnich do czasów najnowszych. Autor w niezwykle barwny sposób opisuje skomplikowane losy środowiska teatralnego, zarówno w okresie przedwojennym niemieckiego „Der Treudanktheater”, jak również po wojnie, gdy w roku 1945 rozpoczął działalność polski Teatr im. Stefana Jaracza. Bogactwo anegdot tworzy jednocześnie pasjonującą opowieść o konkretnych ludziach, dzięki którym wyłaniają się skomplikowane i fascynujące losy teatru oraz o Olsztynie, którego już nie ma, ale który ożywa na kartach tej książki, tworząc nostalgiczną wędrówkę przez wiek XX. Książka zawiera unikatowy i bezcenny z dzisiejszej perspektywy materiał archiwalny: ikonografię, zdjęcia, indeksy nazwisk, spis premier. (Źródło o książce: http://teatrjaracza.nazwa.pl/?action=static&id=historia).
Natomiast „Milczący komedianci. Rzecz o Bohdanie Głuszczaku i Pantomimie Olsztyńskiej” to dotychczas jedyna publikacja poświęcona pierwszemu polskiemu teatrowi głuchych (1957–2009) i jego wieloletniemu dyrektorowi. Profesor Bohdan Głuszczak w rozmowach z autorem przekazuje wspomnienia osobiste – dotyczące dziejów rodziny, czasów powojennego dzieciństwa i młodości, oraz retrospekcje zawodowe – studia, praca, współpraca i spotkania z największymi ludźmi polskiej kultury, m.in. Pendereckim, Niemenem, Sewrukiem, Ziarnikiem, Fronczewskim czy Zapasiewiczem. To książka ukazująca m.in. jak wizje reżysera, inspirowane mitologią, Biblią, muzyką i malarstwem, przeradzają się w wielkiego formatu spektakle pantomimiczne – nową formę wyrazu artystycznego, która zastąpiła język migowy. "Pantomima Olsztyńska", początkowo prekursor arteterapii, w swojej działalności poszła znacznie dalej – trafiła na sceny polskie i międzynarodowe, sięgnęła po ważne międzynarodowe nagrody oraz odznaczenia artystyczne, odcinając się od etykiety regionalnego amatorskiego teatru „tylko” osób niepełnosprawnych, realizującego program terapeutyczny.
„Milczący komedianci....” składają się z czterech części, w dwóch ostatnich są scenariusze najważniejszych sztuk oraz zestawienia – wymieniono istotne spektakle, obsadę, filmy, wyliczono tu większość nagród, wyróżnień i odznaczeń, które otrzymała Pantomima oraz Bohdan Głuszczak. Opisanie specyficznych, spowodowanych przede wszystkim głuchotą artystów, metod pracy może posłużyć adeptom sztuki aktorskiej, mimicznej czy instruktorom kulturalno-oświatowym jako wskazówka zawodowa.(Źródło o książce: http://wydawnictwo.elset.pl/?p=books&id=198&cat=).